# أنيت إس. اولسن
أنيت إس. اولسن (بالبوكمول: Anette Olsen) هي رائدة أعمال وسيدة أعمال نرويجية، ولدت في 24 سبتمبر 1956.